# Chris James
Christopher Paul James (ur. 4 lipca 1987 w Wellington) – nowozelandzki piłkarz występujący na pozycji pomocnika. Zawodnik klubu FC Haka.

## Kariera klubowa
James urodził się w Nowej Zelandii, ale karierę rozpoczynał w angielskim Fulham. Do jego pierwszej drużyny trafił w 2005 roku, jednak nie zdołał zadebiutować w jego barwach. W lutym 2008 roku podpisał kontrakt z fińskim Tampere United. W pierwszej lidze fińskiej zadebiutował 27 kwietnia 2008 w zremisowanym 0:0 meczu z FF Jaro. Pierwszego gola w trakcie gry w pierwszej lidze fińskiej strzelił 26 lipca 2008 w wygranym 4:1 pojedynku również z FF Jaro. W sezonie 2008 rozegrał 17 ligowych spotkań i zdobył 3 bramki, a w klasyfikacji końcowej Veikkauskiigi jego klub zajął 7. miejsce. W sezonie 2009 przebywał na wypożyczeniu w trzecioligowym Ilves.
W 2010 roku James został graczem angielskiego Barnet z League Two. Po sezonie 2009/2010 odszedł jednak stamtąd do australijskiej drużyny APIA Leichhardt Tigers. Przez dwa sezony występował z nią w NSW Premier League. Następnie wrócił do Finlandii, gdzie został graczem pierwszoligowego KuPS. Po dwóch sezonach przeniósł się do francuskiego CS Sedan, grającego w CFA. W 2015 roku odszedł do fińskiego drugoligowca, Ekenäs IF. Spędził tam sezon 2015, a potem przeszedł do innego drugoligowca - FC Haka.

## Kariera reprezentacyjna
James rozegrał w sumie 31 spotkań w młodzieżowych reprezentacjach Anglii, w której się wychował, jednak potem zdecydował się na grę w reprezentacji Nowej Zelandii U-20. W seniorskiej kadrze Nowej Zelandii zadebiutował 5 czerwca 2006 w przegranym 0:4 towarzyskim meczu z Brazylią.
W 2009 roku został powołany do kadry na Puchar Konfederacji. Zagrał na nim w meczach z Hiszpanią (0:5) i RPA (0:2), a Nowa Zelandia odpadła z turnieju po fazie grupowej.